# Gundelia rosea
Gundelia rosea là một loài thực vật có hoa trong họ Cúc. Loài này được M.Hossain & R.A.Al-Taey mô tả khoa học đầu tiên năm 1984.